# 稼依镇
稼依镇，是中华人民共和国云南省文山壮族苗族自治州砚山县下辖的一个乡镇级行政单位。

## 行政区划
稼依镇下辖以下地区：
大稼依村、小稼依村、小石桥村、新寨村、店房村、补佐村、落太邑村和大尼尼村。